# Проа

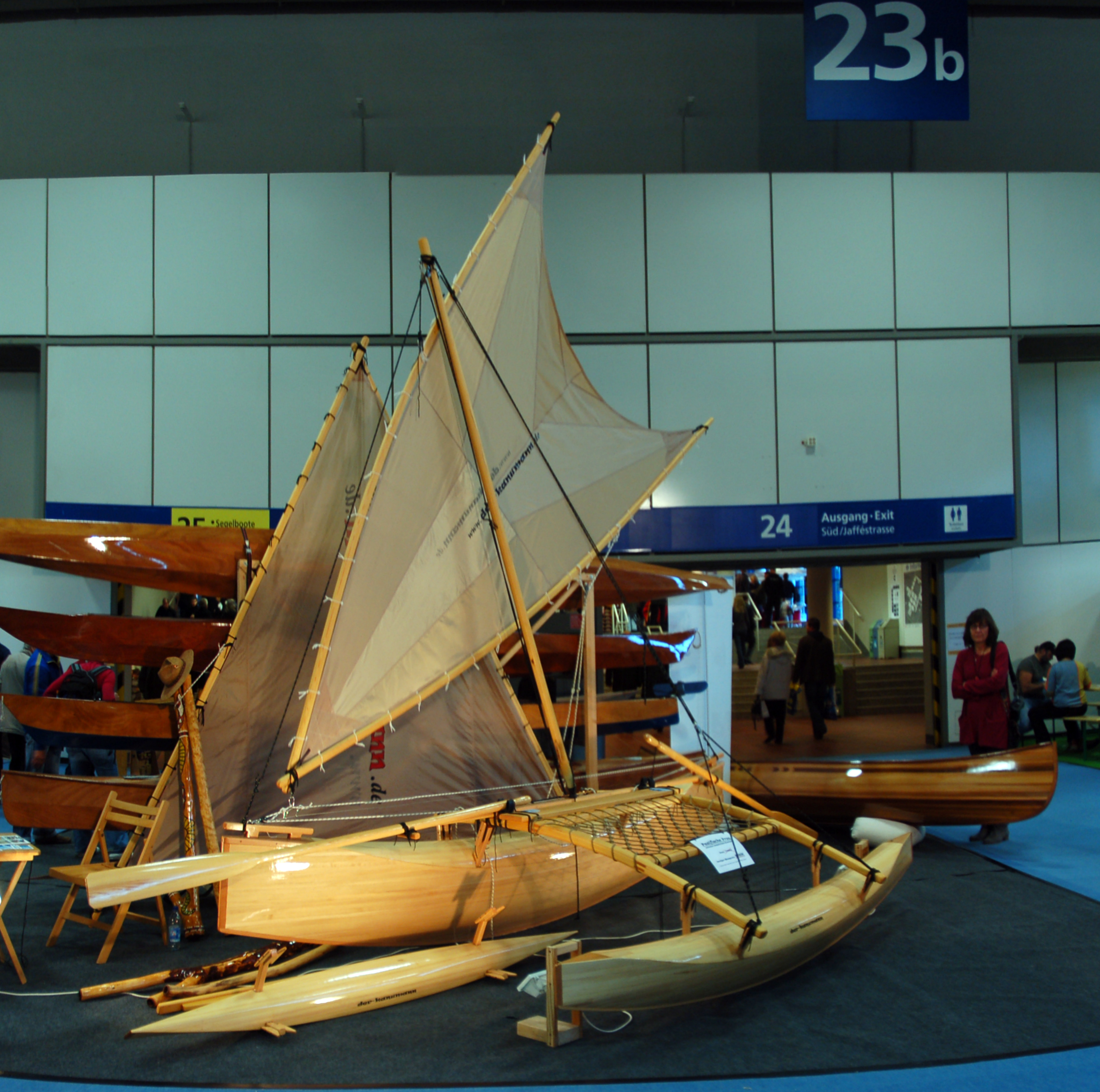
Проа. Модель

Про́а — специфічний тип багатокорпусного вітрильника у австронезійських народів Тихого та Індійського океанів. Проа характерні в першу чергу для Малайського архіпелагу, Мікронезії та Полінезії.
Перші згадки європейських дослідників про цей тип судна датуються XVI століттям. На теперішній час багато видів традиційних човнів вийшли з ужитку.

## Етимологія
Слово проа запозичене з англійської мови (proa, раніші форми prow чи praw). До англійської слово потрапило, ймовірно, через посередництво нід. prauw і порт. parau з австронезійських мов: очевидно, від малай. perahu («човен»), що сходить до празах.-мал.-полін. parahu/padaw («вітрильний човен»).

## Опис

Конструкція проа.

Являє собою надзвичайно вузьке довге судно, що має на одному з бортів балансир-аутригер у вигляді колоди. Балансир пов'язаний з корпусом двома дерев'яними балками. Балансир знаходиться завжди на навітряному борті.
Управляється проа рульовим веслом, яке при повороті переносять на ніс, і, таким чином, ніс стає кормою, а корма — носом. Вітрило має форму трикутника або прямокутника — так звані «крабова клішня» і танджа.
Розвивають швидкість до 25 вузлів. У XVIII столітті зафіксований випадок переходу між островами проа з 30 полінезійцями за одну добу. Відстань між пунктами перевищувала 400 морських миль.

## Примітки

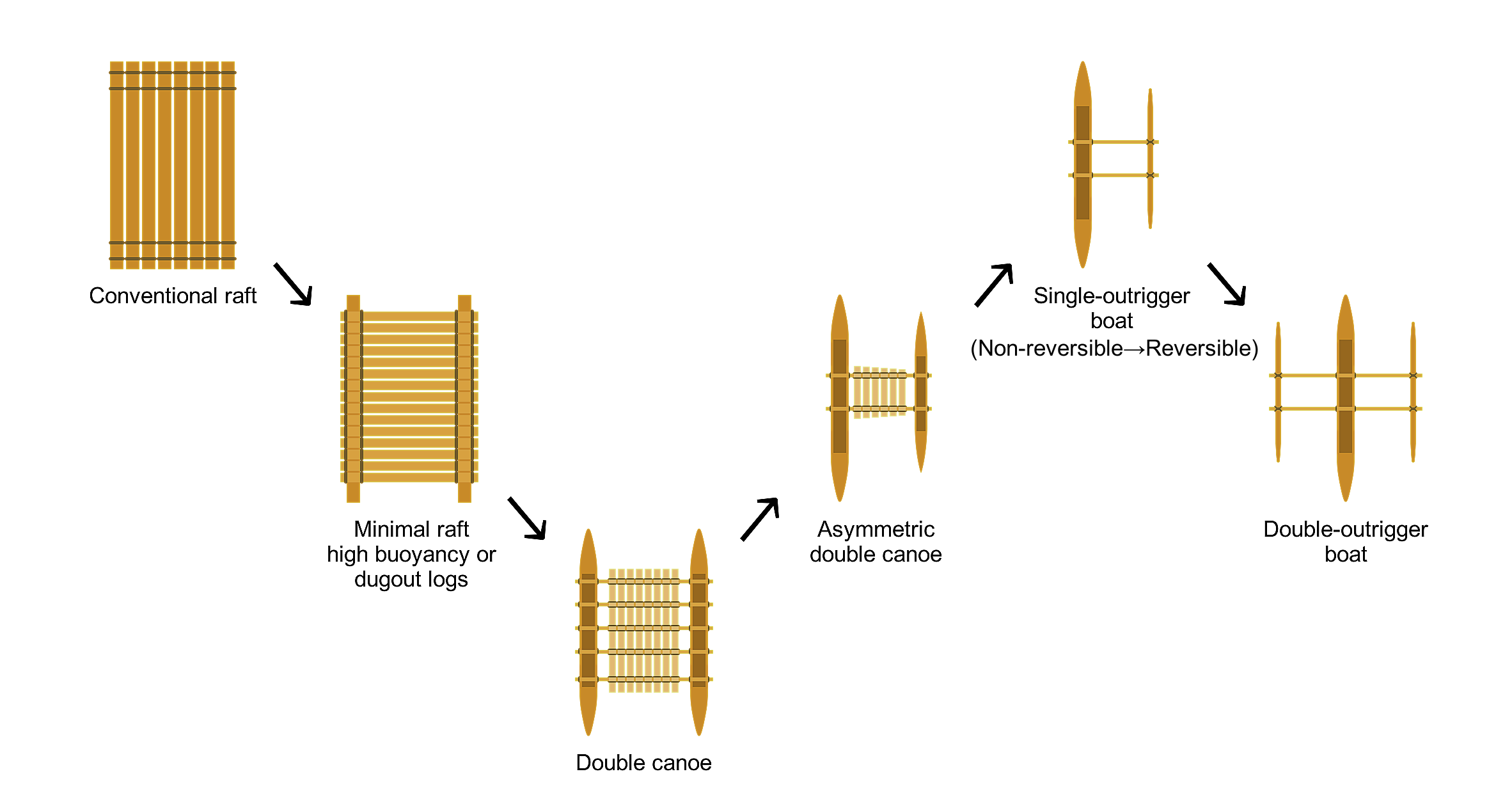
Послідовність розвитку австронезійських човнів

## Історія

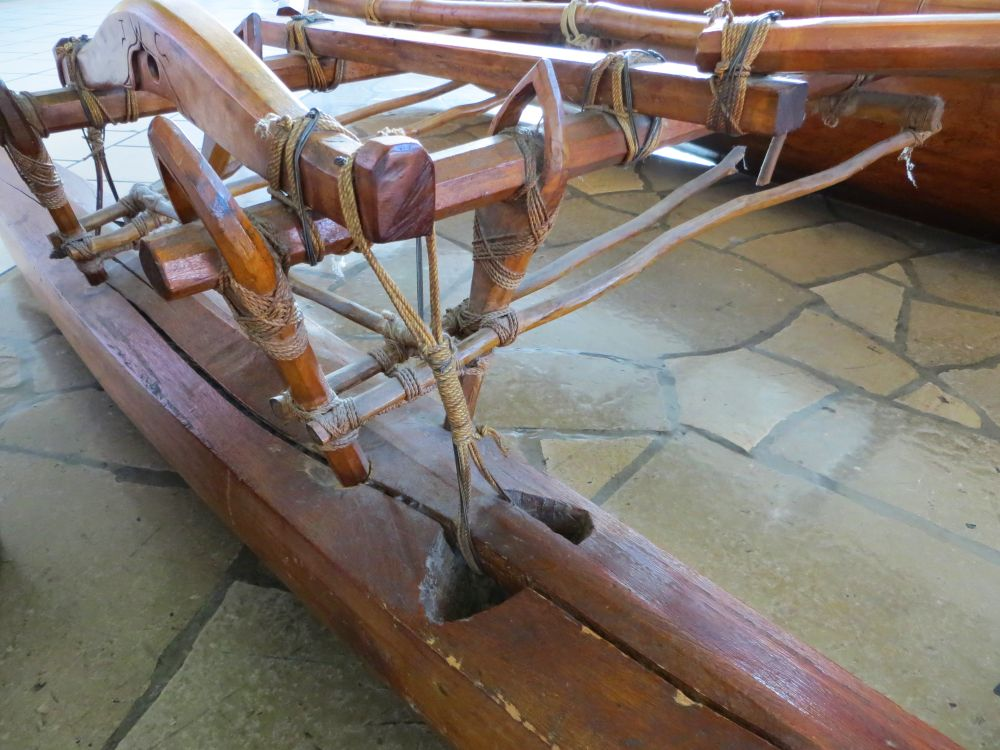
Аутригер (балансир) каное, прив'язаний за допомогою мотузок з койру. Гуам

Одні з найдавніших збережених зображень проа відносяться до VIII ст. н. е. Це боробудурський корабель — вітрильне судно з подвійним аутригером з островів Південно-Східної Азії, що зображене на барельєфах в буддійському храмовому комплексі в Боробудурі на о. Ява на території сучасної Індонезії. Кораблі, зображені буддійському храмовому комплексі в Боробудурі, швидше за все були типом суден, що використовувались для морської торгівлі і морських походів таласократичними імперіями Матарам і Шривіджая, що панували в цьому регіоні приблизно з VII по XIII століття. Функція аутригера полягала в стабілізації корабля. Вчені вважають, що цей тип суден використовують австронезійські народи для подорожей та досліджень по Південно-Східній Азії, Океанії та Індійському океані.

### Ресурси інформації щодо проа
- Russel Brown on Proas, and interview with the builder of Kauri, Cimba, Jzero, and Jzerro, sloop rigged Pacific proas of 30 to 37 feet in length.
- Guampedia, Guam's Online Encyclopedia Agadna, Chamorro Canoe Builders
- The Proa File by Michael Schacht.
- German proa website Information and links (mainly in German)
- A summary of American proa designs can be found on Craig O'Donnell's Cheap Pages.
- wikiproa a wiki dedicated to proas. Mostly home build smaller designs.
- A collection of links to Proa-related websites from PacificProa.com
- The University of Guam's Traditional Seafaring Society Webpage Micronesia.
- Canoes in Micronesia by Marvin Montvel-Cohen; Micronesian working papers number 2, University of Guam Gallery of Art, David Robinson, Director, April 1970
- Big collection of photos of ancient proas
- 2001 Marshall Island stamps, showing the Marshallese walap
- Canoe Craze In Marshall Islands, Pacific Magazine, By Giff Johnson. Shows modern kor-kor racers in traditional boats with polytarp sails
- Riwuit pictures, and detailed plans on building and tuning a riwuit
- The Vaka Taumako Project page on Polynesian proas and sailing
- Essay with photos of Kapingmarangi sailing canoes, Caroline Islands.
- Duckworks Magazine article on the R.B. Roosevelt and Monroe proas

### Варіанти конструкції проа
- hinged vector fin proa
- World of Boats (EISCA) Collection ~ Ra Marama II, Fijian Proa
- Mbuli — A Pacific Proa
- P5 — a 5 m multichine proa
- Harryproa website, detailing history and current developments of the Harry type proas
- Dave Culp's untested unidirectional, single foil proa
- Slingshot and Crossbow I shunting ama trimaran/proas
- Gary Dierking's T2 proa design, showing the Gibbons/Dierking rig
- Cheers, the first Atlantic proa
- Rebuilding Cheers, by Vincent Besin
  - Video of Cheers' relaunch in 2006
- Video of Jeremie Fischer's proa Equilibre shunting
- Video of Toroa Micronesian style proa, designed and built by Michael Toy and Harmen Hielkema
- Gizmo, an «experimental» minimalist proa by designer Jim Michalak
- Madness — a 31-фут (9,4 м) Proa designed by John Harris